# Abd al-Jabbar
'Abd al-Jabbar, 'Abd al-Jabbar al-HamaJani al-Asadabadi, Abu 'l-Hasan, (935-1025) fue un teólogo Mu'tazili, seguidor de la escuela de la Shafi'i. Vivió en Bagdad, hasta que fue invitado a Ray en 978 (367 según el calendario musulmán) por Ibn 'Abbad, un gran partidario de la Mu'tazilah. Fue nombrado cadí de la provincia. A la muerte de Ibn 'Abbad fue arrestado por el gobernante, Fakhr al-Dawla, por un sutil comentario sobre Ibn 'Abbad. Murió en 1025.
Su summa de teología especulativa, la Mughni, presentaba el pensamiento de la Mu'tazilah bajo las dos vertientes de la unidad de Dios (tawhid) y su justicia (adl). Adujo que la separación Ash'ari entre el discurso eterno de Dios y las palabras del Corán hacían el deseo de dios incognoscible.

## Su obra mayor: Tathbit Dald’il
Abd Al-Jabbar escribió un texto polémico anticristiano, Tathbit Dald'il Nubuwwat Sayyidina Muhammad [Establecimiento de pruebas de la Profecía del Profeta Mahoma]. Shlomo pines (1966) opinó que dicho trabajo estaba basado sobre un antiguo diferendo entre los cristianos síriacos y los cristianos griegos. Pines considera también que el texto árabe se refiere a la Peshitta, y puede haber utilizado otra fuente siriaca
- Datos: Q3773706